# Medaille „Für heldenmütige Arbeit“

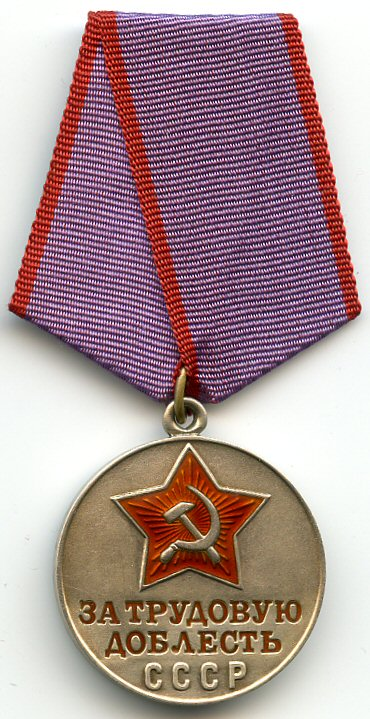
Medaille „Für heldenmütige Arbeit“

Die Medaille „Für heldenmütige Arbeit“ (russisch Медаль «За трудовую доблесть») war eine zivile Auszeichnung der Sowjetunion, die besonders verdiente Arbeiter für engagierte und wertvolle Arbeit oder bedeutende Beiträge in den Bereichen Wissenschaft, Kultur oder im verarbeitenden Gewerbe ehrte. Die Auszeichnung wurde am 27. Dezember 1938 durch Erlass des Präsidiums des Obersten Sowjets der UdSSR gestiftet. Während der Existenz wurde das Statut dreimal durch weitere Dekrete geändert, zuerst am 19. Juni 1943, um seine Beschreibung und sein Farbband zu ändern, dann am 16. Dezember 1947, um die Vergabe-Bestimmungen zu ändern, und schließlich am 18. Juli 1980, um alle früheren Änderungen zu bestätigen. Während seines Bestehens von etwas mehr als fünfzig Jahren wurde die Medaille an fast zwei Millionen verdiente Bürger verliehen. Nach der Auflösung der Sowjetunion im Dezember 1991 wurde die Medaille nicht mehr verliehen.

## Statuten
Die Medaille „Für heldenmütige Arbeit“ wurde an Arbeiter, Landwirte, Volkswirte, Wissenschaftler, Kulturschaffende, Pädagogen, Mediziner und Arbeiter aus anderen Bereichen verliehen, dabei zumeist an Bürger der Sowjetunion, in Ausnahmefällen auch an Ausländer, für folgende Leistungen verliehen:
- selbstloses und kreatives Arbeiten, um Normen, Ziele und sozialistische Verpflichtungen zu übertreffen, um die Produktivität zu steigern und die Produktqualität zu verbessern;
- effektive Nutzung neuer Technologien und Entwicklung fortschrittlicher Technologien für wertvolle Innovationen und Rationalisierungsvorschläge;
- Leistungen in den Bereichen Wissenschaft, Kultur, Literatur, Kunst, Bildung, Gesundheit, Handel, Gastronomie, Wohnungswesen und kommunale Dienstleistungen, öffentliche Dienstleistungen sowie in anderen Beschäftigungsbereichen;
- fruchtbare Arbeit in der kommunistischen Bildung und Ausbildung junger Menschen für erfolgreiche öffentliche und soziale Aktivitäten;
- Erfolge auf dem Gebiet des Sportunterrichts (Leibeserziehung) und des Sports.[1]

Die Medaille „Für heldenmütige Arbeit“ wurde auf der linken Seite des Oberkörpers und in Gegenwart anderer Medaillen der UdSSR unmittelbar nach der Nachimow-Medaille getragen. Wenn sie in Anwesenheit von Auszeichnungen der Russischen Föderation getragen wird, haben diese Vorrang.

## Beschreibung
Die kreisförmige Medaille aus 925er Silber hatte einen Durchmesser von 34 mm (einige Exemplare von 1945 einen Durchmesser von 35 mm), der Rand auf beiden Seiten war leicht erhöht. Auf der Vorderseite ist ein rubinrot-emaillierter, 19,2 mm breiter, fünf-zackiger Stern mit  silbernem Hammer und Sichel in der Mitte dargestellt. Unterhalb des Sterns befindet sich die Inschrift in  rot-emaillierten,  2,8 mm hohen Buchstaben „Für heldenmütige Arbeit“ (russisch: «ЗА ТРУДОВУЮ ДОБЛЕСТЬ»), ganz unten die Reliefinschrift in 3,3 mm hohen Buchstaben UdSSR (Russisch: «СССР»). Auf der ansonsten schlichten Rückseite befindet sich die Reliefinschrift mit 2,5 mm hohen Buchstaben Arbeit in der UdSSR - EHRENSACHE (russisch: "ТРУД В СССР - ДЕЛО ЧЕСТИ").
Frühe Versionen der Medaille hingen an einer kleinen dreieckigen Fassung, dessen rotes Band einen Gewindestutzen mit Schraube bedeckte, der zur Befestigung an der Kleidung gedacht war.[1] Nach dem Dekret von 1943 wurde die Medaille mit einem Ring an einem sowjetischen Standard-Fünfeckrahmen befestigt, der mit einem 24 mm breiten lila-farbenen Seiden-Moiré-Band mit 2 mm breiten roten Randstreifen überzogen war.
| 1938–1943 | 1938–1943 | 1943–1991 | 1943–1991 |
| --------- | --------- | --------- | --------- |
| Avers     | Revers    | Avers     | Revers    |

## Träger (Auswahl)
Die erste Verleihung der Medaille fand am 15. Januar 1939 statt, als sie an 22 Angestellte des Rüstungswerks Nr. 8 in Twer (Kalinin) überreicht wurde, die damit für außergewöhnliche Dienste bei der Erschaffung und Entwicklung neuer Waffen für die Rote Armee geehrt wurden.
Die hier aufgeführten Personen erhielten die Medaille:
- Wladimir Naslymow
- Nikolai Below
- Juri Nikulin
- Wladimir Barnaschow
- Wiktor Geraschtschenko
- Iwan Ladyga
- Nikolai Sykow
- Sergei Koroljow
- Sergei Kurdjumow
- Nikolai Sologubow
- Çingiz Abdullayev
- Juri Awerbach
- Nikolai Andrianow
- Gabdulchaj Achatow
- Schanna Prochorenko
- Wladimir Belussow
- Michail Gorbatschow
- Alexander Dawydow
- Wiktor Jerin
- Wiktor Litwinow
- Dmitri Lichatschow
- Wladislaw Tretjak
- Andrei Mironow
- Wladimir Petrow
- Mircea Ion Snegur
- Arseni Sokolow
- Pawel Solowjow
- Jewhen Stankowytsch
- Alexander Tichonow